# Fjällkarp
Fjällkarp är en vildform av vanlig karp (Cyprinus carpio).
Den kan uppnå en längd på 120 centimeter längd, en vikt på 40,22 kilogram och en ålder på 50 år. De olika formerna, eller raserna, blir betydligt mindre. Fjällkarpen föredrar lägre vattentemperaturer, upp till 18 grader. Tillväxten är sammankopplad med näringstillgång och vattnets temperatur.